# Sölvesborgs station
Sölvesborgs station är en järnvägsstation utmed Blekinge kustbana och är beläget vid resecentrumet i centrala Sölvesborg. Järnvägsstationen trafikeras av Öresundståg, pågatåg och godståg. Stationshuset är sedan 1986 förklarat som byggnadsminne.

## Historia
I samband med byggandet av banan Hässleholm–Kristianstad började man fundera på en bana till Sölvesborg. På grund av pengabrist beslöt man sig för att göra banan smalspårig med 1067 mm spårvidd. Denna bredd hade Karlshamn–Vislanda Järnväg, som byggdes vid samma tid, och spårvidden spåddes få en stor utbredning. Tyvärr skulle det senare visa sig att den istället blev till stor nackdel.
Ganska snart efter invigningen av Sölvesborgs station började man fundera på en fortsättning till Karlskrona via Karlshamn och Ronneby, som invigdes i en första etapp till Karlshamn år 1886, medan fortsättningen till Karlskrona öppnades år 1889.
Linjen Sölvesborg–Olofström–Älmhult invigdes 1901. Listerbanan följde 1914, och anslöt till Blekinge kustbana strax norr om stationen.
Blekinge kustbana breddades till normalspår på 1950-talet, avslutat 1957. Elektrifiering, med bussersättning, skedde 2005–2007.
Från 1992 till elektrifieringen trafikerade Kustpilen banan, i juni 2007 ersatta av Öresundståg, sedan januari 2009 med Blekingetrafiken som huvudman.

## Trafik
Öresundståg trafikerar idag (2025) med timmestrafik och samma minuttal under hela trafikdygnet. Pågatågen Kristianstad–Karlshamn med uppehåll i Mörrum kompletterar.
Viss godstrafik förekommer, främst tåg Kristianstad–Karlshamn.

## Stationsbyggnaden

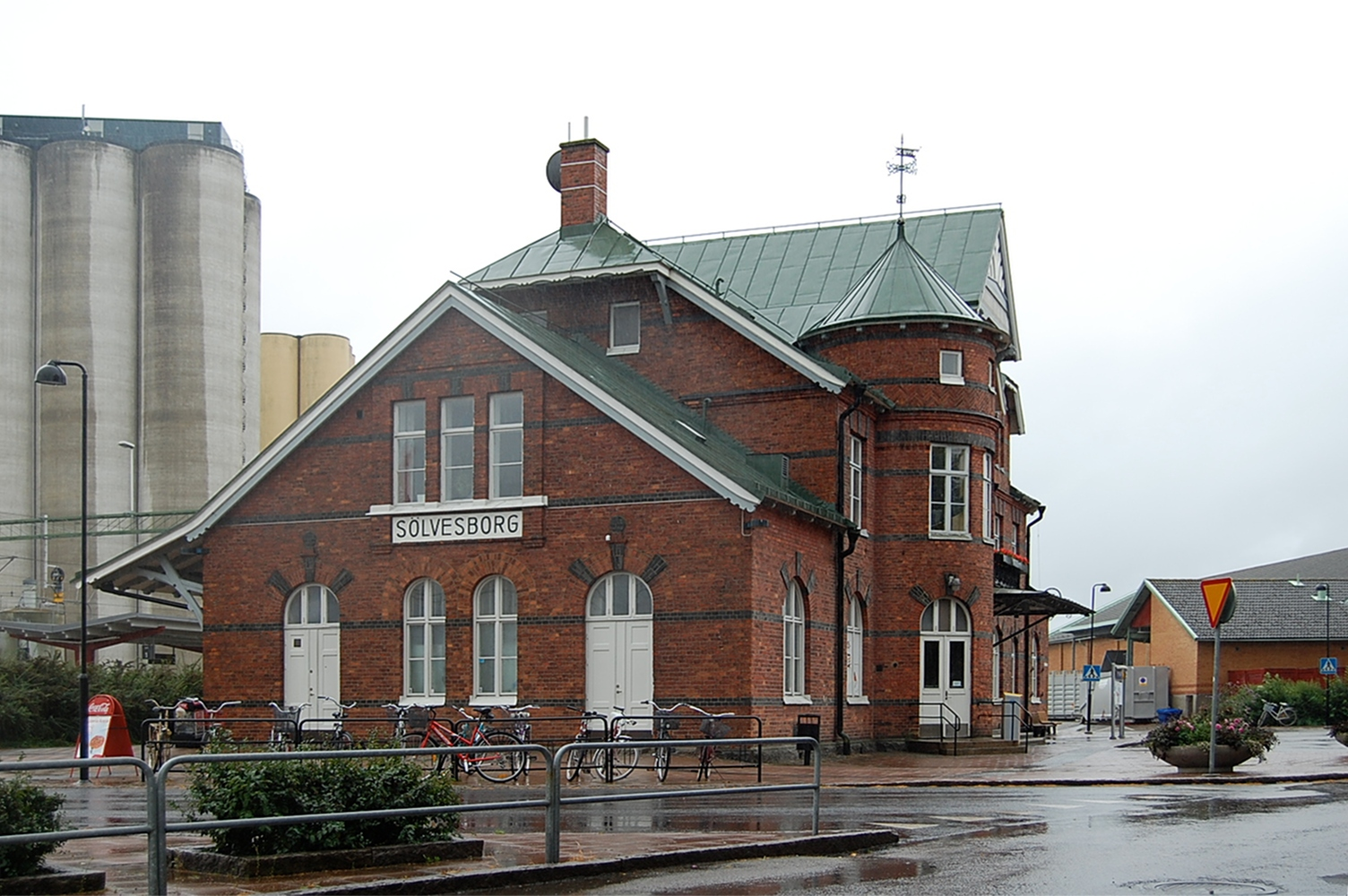
Sölvesborgs station sedd från sidan.

Stationshuset byggdes för Westra Blekinge järnvägsaktiebolags järnväg (WBlJ). En äldre station hade ursprungligen invigts 1874, på annan plats, när sträckan Kristianstad–Sölvesborg öppnades. Mark för den nya stationen uppläts 1890. Huset var dock inte färdigt att tas i bruk förrän 1899. 
Stationshuset är ritat av Folke Zettervall, som var utbildad på Kunstakademiet i Köpenhamn och 1890 blivit anställd på SJ:s arkitektkontor.
Zettervall ritade stationsbyggnaden, trots att han ytterst sällan åtog sig uppdrag för privata järnvägsbolag. Byggnadens asymmetri, trapphustornet, det röda teglet i mönstermurningen och det grönmålade plåttaket återfinns på flera av Zettervalls stationshus. I Sölvesborg markerade han huvudentrén med en rundad öppning. Då arkitekten Gunnar Asplund senare skapade Listers härads tingshus en bit bort fanns idén om att knyta samman de båda byggnaderna med en allé. Man tror att den rundade entrén kan ha inspirerat  till Asplunds pendang i andra änden av den tilltänkta allén.
Stationshuset blev statligt byggnadsminne 21 augusti 1986, och 14 juni 1990 fick den ett nytt skydd i form av byggnadsminne enligt Kulturmiljölagen sedan Sölvesborgs kommun övertagit fastigheten.

## Service
Stationen har två spår med en mellanplattform för persontågen. I stationshuset finns en vänthall, Pressbyrån, en pizzeria och toaletter. Biljetter köps antingen i biljettautomater på stationsområdet eller över disk hos pressbyrån, som också har hand om försäljning av periodkort och reskassa-kort.